# مالبورك
مالبورك (بالألمانية: Marienburg) هي مدينة في شمال غرب بولندا. يبلغ عدد سكانها 38,478 حسب (2006). مالبورك هي عاصمة مقاطعة مالبورك.

## توأمة
- نوردهورن، ألمانيا (منذ 1995).
- مونهايم آم راين، ألمانيا (منذ 2005).
- لارفيك، النرويج.

## أعلام
- غجيغوج لاتو
- أدلبرت كروجر
- كلاوس امبلر
- إريك كامكيه
- كريستل لو